# Crângași (metropolitana di Bucarest)
Crângaşi è una stazione della linea M1 della metropolitana di Bucarest.
La stazione alla sua apertura è stata il capolinea della linea M1. La stazione è posizionata nelle vicinanze dello stadio Giulești.
La stazione è insolita in quanto ha tre binari sullo stesso livello, uno dei quali non è mai utilizzato dai passeggeri (a volte è utilizzato per lo stoccaggio temporaneo dei treni). La spiegazione è che Crîngași è stata inizialmente progettata anche per ospitare il "punto Y" per la M1 e una linea semicircolare meridionale (dove i treni diretti a sud utilizzano una piattaforma simile e quelli diretti a nord utilizzano piattaforme diverse).